# 米拉德·贝吉
米拉德·贝吉·哈切加尼（波斯語：میلاد بیگی هرچگانی，1991年3月1日—）生于伊朗伊斯法罕，是一名阿塞拜疆籍跆拳道运动员，主攻80公斤级项目。贝吉此前代表伊朗参加比赛，2015年，他一度入选该年的世界跆拳道锦标赛伊朗队阵容，然而伊朗队方面宣称他因伤而被剔除出参赛阵容，尽管如此，仍有部分说法声称他此时已经归化至阿塞拜疆。后来，这一说法得到证实，他于2015年6月代表阿塞拜疆参加了第1届欧洲运动会。